# Ксения Симонова
Ксения Симонова е млад украински художник, работещ с нетрадиционния метод рисуване с пясък. По образование е психофизиолог, и художник-график. Започва да рисува с пясък през 2008 г., когато поради финансовата криза нейният частен бизнес фалира.

## Биография
Името ѝ нашумява, след като през 2009 г. печели шоуто Ukraine's Got Talent (Україна має талант), еквивалент на българското шоу България търси талант. Там тя печели първа награда (125 000 американски долара), с композицията си, посветена на Втората световна война.
Впоследствие участва в редица международни изложби и конкурси, както и в комерсиални прояви. Занимава се с благотворителност.
Нейният клип в YouTube има повече от 24 милиона посещения.
Омъжена, има син.